# マツカサバルレリア
マツカサバルレリア（学名：Barleria lupulina）はキツネノマゴ科バルレリア属の常緑草本性低木。種小名lupulinaは英名と同様に、ホップに似た花序の形状による。

## 特徴
高さ60–80 cm。茎は鈍い4稜形で黒紫色、日陰で育つと暗緑色になる。葉は対生、長さ8–10 cm、幅12–18 mmの披針形で、葉柄は10 mm、中肋は桃～赤色。葉表は紫色を帯びた暗緑色で、葉裏は淡黄緑色。若い葉は表側も黄緑色で、中肋の桃色との対比が美しい。葉腋に長さ15mm、幅1mmの褐色の刺が二叉状に斜め下向きに伸びる。茎頂に長さ4−5 cmの穂状花序を直立する。花は4列に並び、楕円形の花苞は基部が淡黄緑色で先端は淡紅色を帯び、花序はホップや松かさの形に似る。花は黄色で径25 mm、先は5裂し、下方1裂片はやや小型。上方4裂片は楕円形で長さ17 mm、幅12 mm、花冠基部は長さ35 mmほどの筒状になる。

## 分布
モーリシャス原産。POWOではマダガスカル原産でモーリシャスなど各地へ移入としている。

## 利用
温室、鉢植え用。冬越しには最低気温10℃を要する。

## ギャラリー
マツカサバルレリア（2024年11月 大阪市 咲くやこの花館）
- 温室内へ植栽
- 上面観
- 花